# Kyrkomötet 2006–2009
Kyrkomötet 2006–2009 var från 2006 till 2009 kyrkomötet (mandatperiod) i Svenska kyrkan. Det ersatte kyrkomötet 2002–2005. Kyrkomötet bestod av 251 ledamöter i 14 nomineringsgrupper som valdes under kyrkovalet i Svenska kyrkan 2005.

## Presidium
- Gunnar Sibbmark, ordförande
- Catharina Månsson, första vice ordförande
- Lars Rydje, andra vice ordförande[1]

### Kyrkostyrelsen
- Ärkebiskopen, ordförande
- Levi Bergström, första vice ordförande
- Thomas Söderberg, andra vice ordförande
- Iréne Pierazzi
- Gunnar Prytz
- Anna-Maria Björkman
- Margarethe Isberg
- Staffan Holmgren
- Anette Lundquist Larsson
- Hans Wallmark
- Ingrid Smittsarve
- Nils Gårder
- Anna Lundblad Mårtensson
- Kristina Töyrä
- Britt Louise Agrell[2]

## Nämnder

### Nämnden för utbildning, forskning och kultur
- Britas Lennart Eriksson, ordförande
- Hakon Långström, första vice ordförande
- Sten Elmberg, andra vice ordförande
- Mari Lönnerblad
- Jan-Erik Forsberg
- Anna Lena Wik-Thorsell
- Kerstin Hesslefors Persson
- Inger Gustafsson
- Esbjörn Hagberg[3]

### Nämnden för internationell mission och diakoni
- Anders Åkerlund, ordförande
- Margareta Carlenius, första vice ordförande
- Marianne Kronberg, andra vice ordförande
- Timmy Leijen
- Agneta Brendt
- Solveig Thorkilsson
- Angela Boëthius
- Seth Henriksson
- Anna Thorén
- Torbjörn Larspers
- Ragnar Persenius[3]

### Nämnden för Svenska kyrkan i utlandet
- Erna Arhag, ordförande
- Per-Henrik Bodin, första vice ordförande
- Kerstin Björk, andra vice ordförande
- Lars Starkerud
- Birgitta Lindén
- Kristina Lundgren
- Anders Roos
- Anders Novak
- Lennart Koskinen[3]

### Kyrkomötets läronämnd
- Edgar Almén
- Curt Forsbring
- Cristina Grenholm
- Kajsa Ahlstrand
- Karin Johannesson
- Fredrik Lindström
- Jesper Svartvik
- Ann-Cathrin Jarl[3]

### Svenska kyrkans ansvarsnämnd för biskopar
- Robert Schött, ordförande
- Carl Reinhold Bråkenhielm
- Eva Brunne
- Kerstin Bergman[3]

### Svenska kyrkans valprövningsnämnd
- Staffan Magnusson, ordförande
- Gunilla Johansson
- Key Lundegård
- Stig Göran Fransson
- Gunvor Hagelberg
- Britt Beijer
- Kerstin Zetterberg[3]

### Svenska kyrkans överklagandenämnd
- Elisabeth Palm, ordförande
- Kenneth Nordgren
- Hans-Olof Hansson
- Sture Johansson
- Karl-Erik Olsson[3]

## Revisorer
- Christina Gyberg, ordförande
- Göte Karlsson, vice ordförande
- Ulla Samuelsson
- Christer Mohlin
- Barbro Ingvall
- Ingemar Åhs[3]